# Dragon (hélicoptère)
Pour les articles homonymes, voir Dragon.

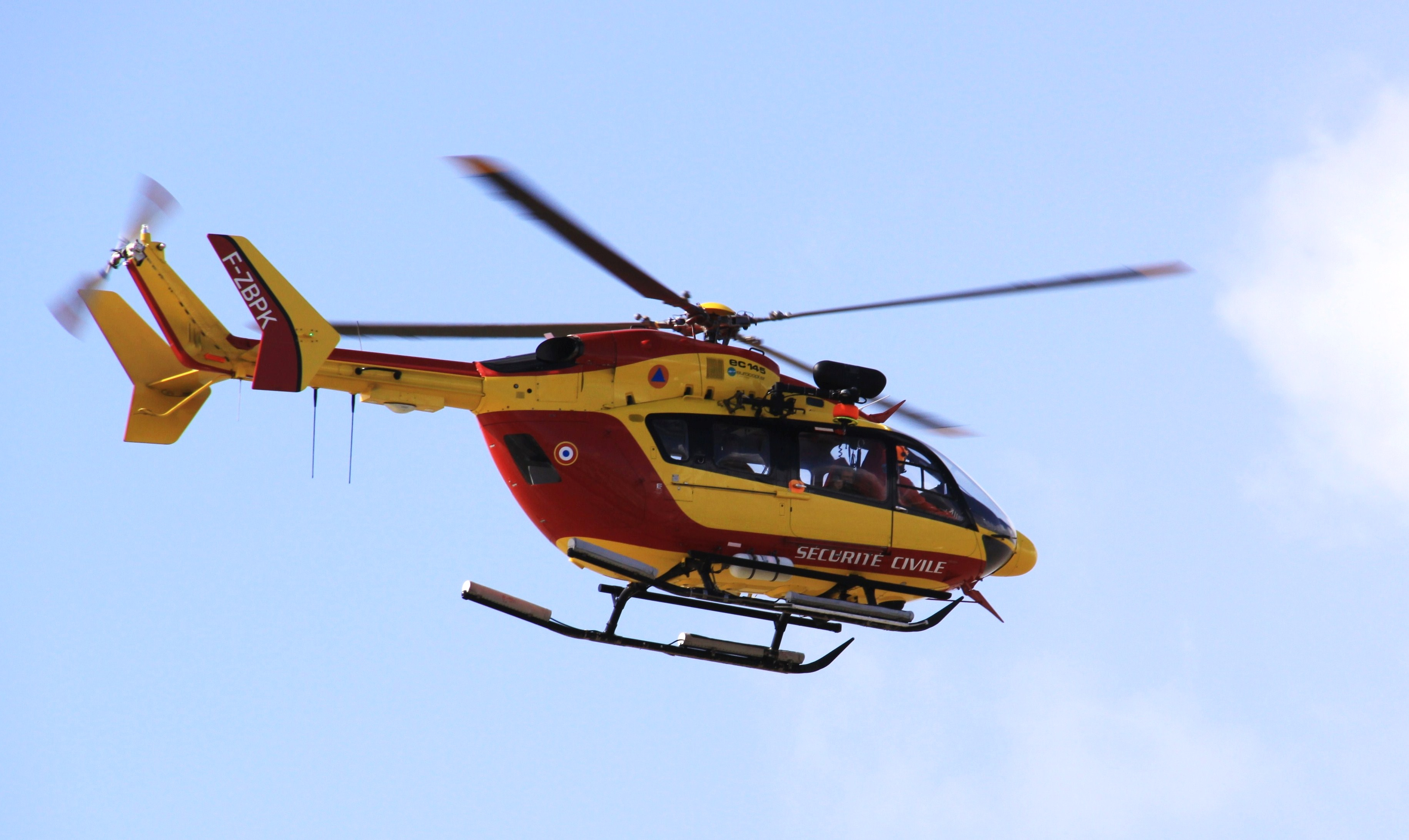
Eurocopter EC145 volant sous indicatif Dragon 17.

Dragon est, en France, l'indicatif radio des hélicoptères appartenant à la sécurité civile. Celui-ci s'énonce généralement par le mot lui-même, suivi du numéro de son département de rattachement. Ainsi l'hélicoptère affecté dans celui du Var est désigné Dragon 83. Celui de la Charente-Maritime est nommé Dragon 17. Il faut souligner que Paris et ses trois départements limitrophes possèdent tous le même indicatif, celui de Dragon 75. Également une autre particularité, celle de l'hélicoptère de la base de Marignane (Bouches-du-Rhône) qui possède l'indicatif Dragon131. Ceci est dû au fait qu'anciennement, la base possédait deux hélicoptères, Dragon 131 et 132. Depuis la perte de ce deuxième hélicoptère, l'indicatif Dragon 131 est resté dans les mœurs. Il faut noter toutefois que l'indicatif radio ne se substitue pas à l'immatriculation de l'hélicoptère. La base du Versoud (Grenoble) possède deux machines, nommées Dragon 38-1 (prononcé dragon trente-huit unité) et Dragon 38-2, ce dernier basé six mois par an (saison estivale et hivernale) à l’altiport d’Huez.
L'ensemble des Dragons relèvent du groupement d’hélicoptères de la Sécurité civile (GHSC), lui même rattaché à la Direction générale de la Sécurité civile et de la gestion des crises (DGSCGC) qui est une Direction du Ministère de l'Intérieur. Le 19 juin 1957, un arrêté du ministère de l’Intérieur crée officiellement le Groupement d’hélicoptères, le rattachant alors au service national de la protection civile qui deviendra l'actuelle DGSCGC. 
Depuis 2006, la flotte des Dragons est composée d'hélicoptères Eurocopter EC 145 (BK 117 C2).
Après la perte de plusieurs exemplaires, deux exemplaires Airbus Helicopters H145 de nouvelle génération sont commandés en octobre 2020 au titre du plan de soutien à l'aéronautique puis livrés fin 2021 et mis en service en juillet 2022 sur les bases de Grenoble (38) et d'Annecy (74). Une commande complémentaire au profit de la sécurité civile de deux autres hélicoptères H145 est livrée en décembre 2022,, portant la flotte des Dragons à 37.
Une commande de 36 appareils Airbus H145 est passée fin 2023 pour remplacer les 33 appareils EC145 de la flotte, en complément des H145 D3 déjà commandés. Les livraisons vont s'échelonner de 2024 à 2029.

## Accidents
- le 20 juillet 2003, un BK117 C2 (F-ZBPC) de la sécurité civile de la base de Pau (Pyrénées-Atlantiques) indicatif Dragon 64 s'écrase à proximité du pic de l'Arbizon (Hautes-Pyrénées) après avoir secouru un randonneur bloqué dans une paroi, faisant un mort (un CRS du secours en montagne) et cinq blessés dont deux graves. Raison probable : turbulences autour des sommets, les hélicoptères du Tour de France, qui passent à proximité, étant bloqués au sol, les rafales étant trop fortes[9] ;

- le 5 juin 2006, un BK117 C2 (F-ZBPB) de la sécurité civile de la base de Pau (Pyrénées-Atlantiques) indicatif Dragon 64 (indicatif repris après le crash du précédent) s'écrase près du cirque de Gavarnie (Hautes-Pyrénées) lors d'un exercice de secours, faisant trois morts et un blessé grave[10] ;

- 25 avril 2009 à 19h35, un EC145 (F-ZBPR) de la sécurité civile de la base de Bastia-Poretta (Haute-Corse) indicatif Dragon 2B décolle du centre de secours de Ponte-Leccia (Haute-Corse) et heurte un relief avant de s'écraser avec le pilote, le mécanicien opérateur de bord, un médecin du SAMU et une femme enceinte dans les montagnes près du village perché de Rutali. L'appareil, qui survolait le défilé du Lancone, une chaîne montagneuse au sud-ouest de Bastia a disparu des écrans radar alors qu'il aurait dû être arrivé à destination. L'épave est localisée en plusieurs morceaux dans la nuit, à 03h30. Les corps des quatre victimes de l'accident d'hélicoptère arrivent à bord de véhicules de secours, le 26 avril 2009[11]. Contrairement à ce qui a été indiqué dans la presse, seuls quatre corps ont été retrouvés à bord et les éléments retrouvés dans l'épave ont permis de déterminer que la personne enceinte n'avait pas accouché pendant le vol[12] ;

- le 2 décembre 2019, un EC145 (F-ZBPZ) de la sécurité civile de la base de Nîmes (Gard) indicatif Dragon 30 s'écrase en lisière de la commune du Rove dans les Bouches-du-Rhône[13] peu après son décollage de la base de Marignane pour effectuer un vol de reconnaissance et de sauvetage dans le Var au cours d'un épisode méditerranéen[14]. Les trois membres d'équipage, un pilote et un mécanicien opérateur de bord du Gard ainsi qu'un sapeur-pompier sauveteur en eau vive de Martigues[15], périssent [16] ;

- le 12 septembre 2021, un EC145 (F-ZBQG) de la sécurité civile, Dragon 38 s'écrase, le crash à Villard-de-Lans a fait un mort, le mécanicien et quatre blessés. L’hélicoptère était en phase d’approche afin de secourir un vététiste lorsque le crash s’est produit[17],[18].